# Prunus davidiana
Prunus davidiana är en rosväxtart som först beskrevs av Élie Abel Carrière, och fick sitt nu gällande namn av Adrien René Franchet. Prunus davidiana ingår i släktet prunusar, och familjen rosväxter. Utöver nominatformen finns också underarten P. d. potaninii.